# Автошлях Н 14
Автошлях Н 14 — автомобільний шлях національного значення України. Проходить територією Кіровоградської та Миколаївської областей.
Починається в Олександрівці, проходить через Кропивницький, Бобринець та закінчується в Миколаєві.

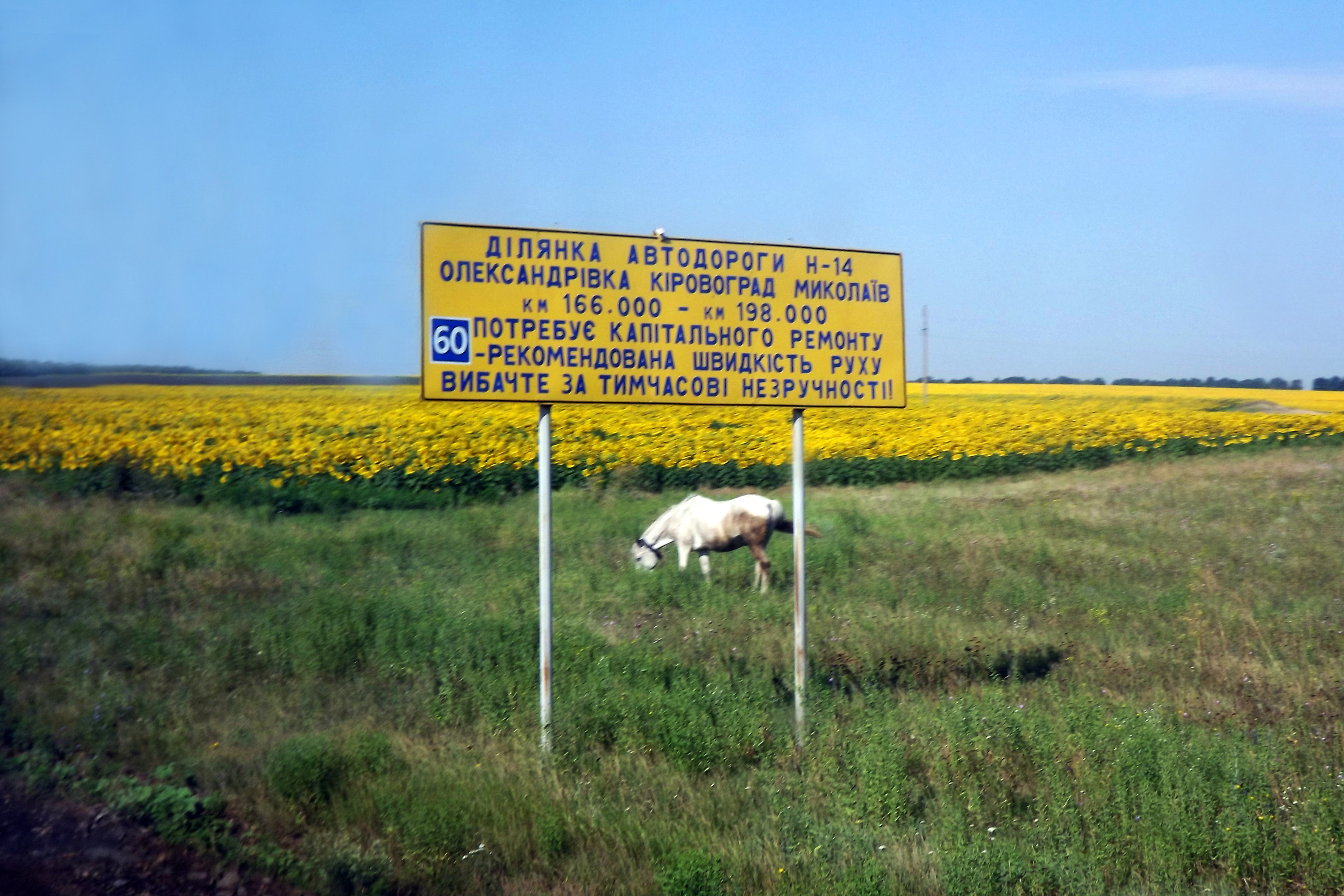
Інформаційний щит біля Возсіятського

## Загальна довжина
Олександрівка — Кропивницький — Миколаїв — 229,9 км.
Південний обхід м. Кропивницького — 11,3 км.
Разом — 241,2 км.

## Стан
Найгіршою частиною дороги Н14 є 32-кілометрова ділянка автошляху в Єланецькому районі, яка станом на липень 2013 року перебуває у жахливому стані і потребує капітального ремонту. Дорожне покриття між селами Возсіятське та Водяно-Лорине практично відсутнє. Рекомендована швидкість для автомобіля тут становить 60 км/год, однак на практиці ділянку долають зі швидкістю від 15 до 40 км/год. З 2019 року на дорозі проводиться капітальний ремонт на ділянці від міста Кропивницький до Миколаєва, ремонт має завершитися наприкінці 2020 року.
У рамках програми Президента «Велике Будівництво» на автомобільній дорозі Олександрівка — Кропивницький — Миколаїв в межах Миколаївської області триває капітальний ремонт.
На теперішній час на 6 окремих ділянках ведеться комплекс робіт з капітального ремонту в районі сіл Возсіятське, Семенівка, Водяно-Лорино, від повороту на село Сухий Єланець до міста Миколаїв та від села Водяно-Лорино до повороту на село Михайлівка.
Працівники підрядних організацій продовжують будувати дорогу з цементобетонним покриттям на таких ділянках дороги Н-14:
- км 198+000 — км 235+000 (від повороту на с. Сухий Єланець — до  м. Миколаїв)  підрядник ТОВ «Ростдорстрой», триває будівництво дороги у цементобетонному покритті;
- 175+000 — км 190+000 (від с. Водяно-Лорино до повороту на с. Михайлівка) підрядник ТОВ «ЄДБК» виконує роботи з влаштування верхнього шару покриття із цементобетонну перехідної швидкісної смуги;
- км 165+000 — км 172+000 (7 км) підрядник ТОВ «Ростдорстрой» та
- км 172+000 — км 175+000 (3 км) підрядник ТОВ «ШБ Альтком» від Возсіятського до Водяно-Лорино роботи на завершальній стадії, об'єкти готуються до здачі;
- км 161+204 — км 162+338 (1134 км) та
- км 162+338 — км 165+000 (2662 км) (в районі села Возсіятське) підрядник ТОВ ШБ Альтком. Виконання робіт на фінішній прямій, там здійснюється влаштування тротуарів, бар'єрного огородження, дорожніх знаків та нанесення дорожньої розмітки.

## Галерея

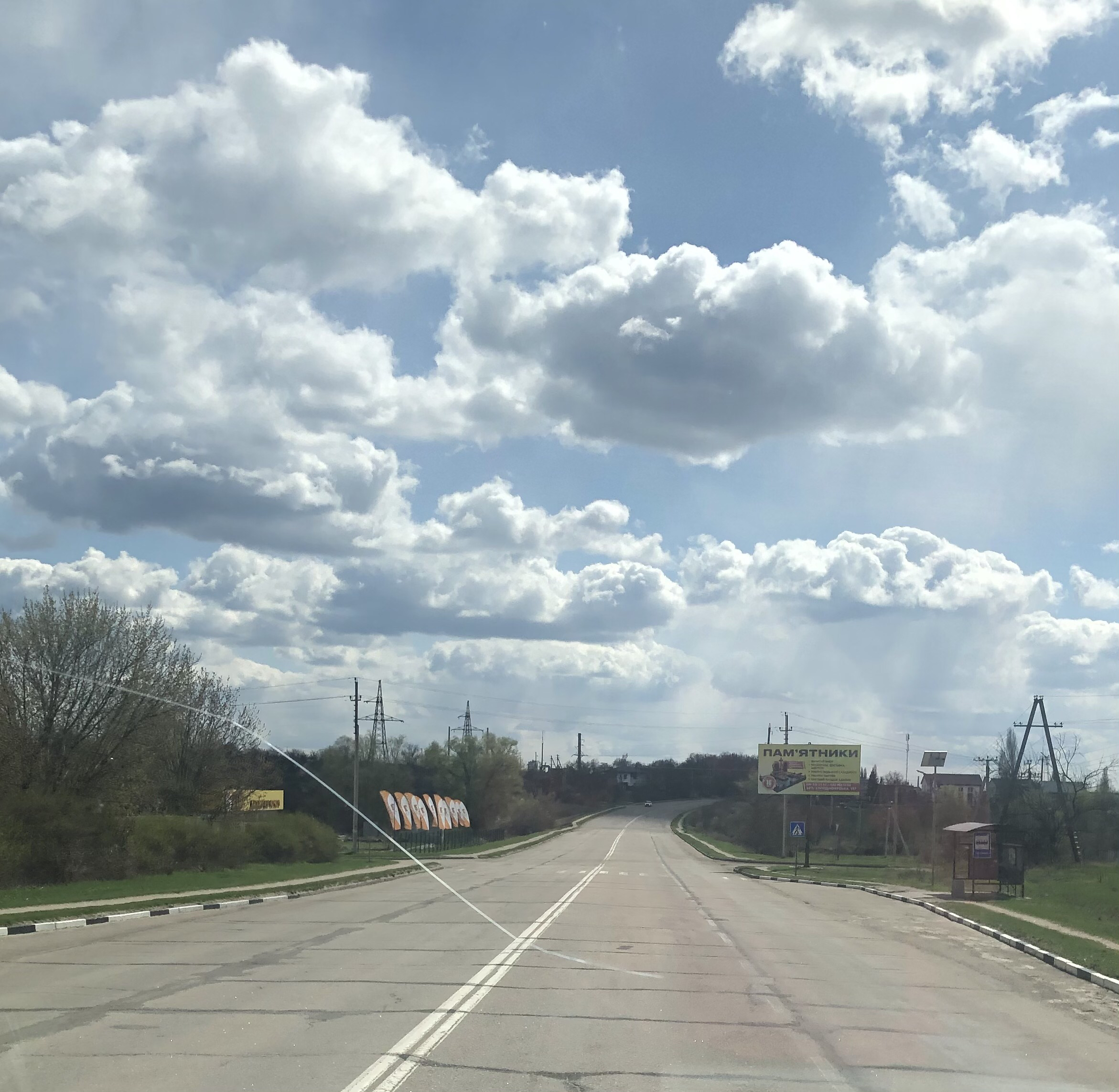
Автошлях Н 14 на в'їзді у Кропивницький (Паркова вулиця) біля Кільцевої дороги у квітні 2025 року